# Langkampfen
Langkampfen è un comune austriaco di 3 910 abitanti nel distretto di Kufstein, in Tirolo. Vi sorge il castello di Schönwörth, risalente al XIV secolo. Vi ha sede la fabbrica di macchinari per il giardinaggio Viking GmbH.

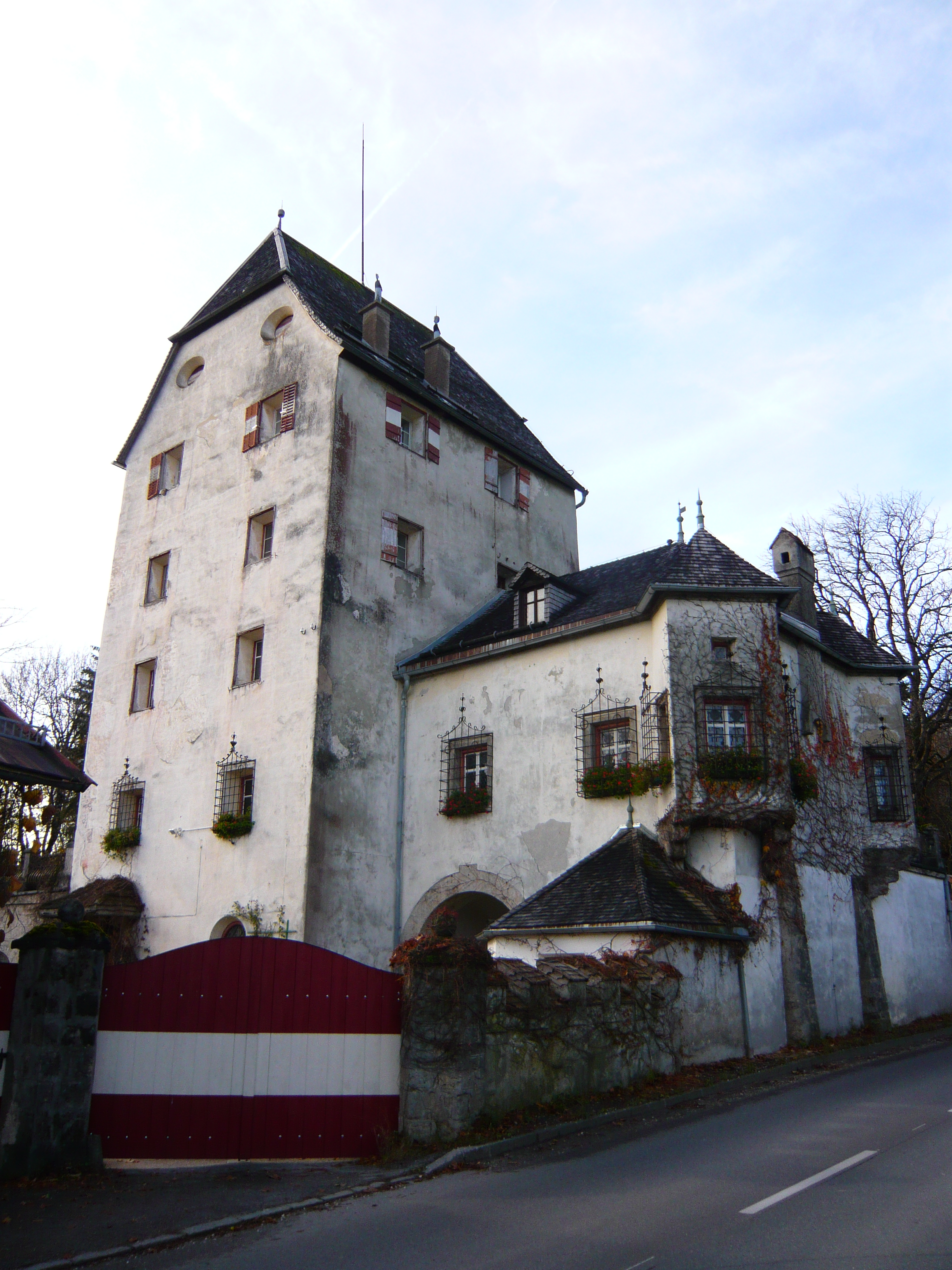
Il castello di Schönwörth